# La Rioja (tỉnh Argentina)
La Rioja là một tỉnh nằm ở phía tây Argentina. Tỉnh này giáp ranh với các tỉnh Catamarca, Córdoba, San Luis và San Juan. Tỉnh cũng có đường biên giới với vùng Atacama của Chile ở phía tây.

## Liên kết
- Gobierno de La Rioja Official website